# نظائر (روستا)
 نظائر  (در عربی:  النَظائر  )
نام روستایی است در دهستان الُمحابشة از توابع استان حَجّه در کشور یمن در شبه جزیره عربستان.

## جمعیت
جمعیت آن (۹۰ ) نفر (۹ خانوار) می‌باشد.